# Return to eden
《Return to eden》은 대한민국의 가수 민해경의 1996년 발매한 두 번째 영상물이다.

## 앨범의 특징
대부분의 수록곡이 Remember의 것이고, 시 낭송 3작품과 사랑했어요, 사랑의 표현 등의 노래가 수록되어 있다. 이 영상물은 선정성 논란으로 애초부터 연소자 관람불가 딱지를 붙이고 내 놓았다. 대부분 자연에서 촬영한 영상.

## 트랙 리스트 (LD 출시)
| #   | 제목                                        | 작사   | 작곡   | 편곡 | 재생 시간 |
| --- | ------------------------------------------- | ------ | ------ | ---- | --------- |
| 1.  | 〈어느 소녀의 사랑이야기〉                  | 박건호 | 이범희 | 3:18 |           |
| 2.  | 〈변명〉                                    | 박건호 | 김재일 | 4:09 |           |
| 3.  | 〈긴 하루〉                                 | 신예찬 | 신예찬 | 4:22 |           |
| 4.  | 〈은빛 사랑의 슬픔 (詩낭송)〉               |        | 강인원 | 4:25 |           |
| 5.  | 〈사랑의 표현〉                             | 강인원 | 강인원 | 4:40 |           |
| 6.  | 〈사랑했어요〉                              | 김현식 | 김현식 | 4:02 |           |
| 7.  | 〈시작이란 모습으로〉                       | 김태원 | 김태원 | 5:05 |           |
| 8.  | 〈목숨이 끊어지기 전에 (詩낭송)〉           |        | 강인원 | 2:25 |           |
| 9.  | 〈더하기 빼기〉                             | 김태원 | 김태원 | 4:20 |           |
| 10. | 〈후회하지 않아〉                           | 손진태 | 손진태 | 3:52 |           |
| 11. | 〈꽃을 그린 너 (바람이면 외로움) (詩낭송)〉 | 김태원 | 김태원 | 5:00 |           |

## 트랙 리스트 (VHS / DVD 출시)
| #   | 제목                                        | 작사   | 작곡   | 편곡 | 재생 시간 |
| --- | ------------------------------------------- | ------ | ------ | ---- | --------- |
| 1.  | 〈긴 하루〉                                 | 신예찬 | 신예찬 | 4:22 |           |
| 2.  | 〈어느 소녀의 사랑이야기〉                  | 박건호 | 이범희 | 3:18 |           |
| 3.  | 〈더하기 빼기〉                             | 김태원 | 김태원 | 4:20 |           |
| 4.  | 〈변명〉                                    | 박건호 | 김재일 | 4:09 |           |
| 5.  | 〈시작이란 모습으로〉                       | 김태원 | 김태원 | 5:05 |           |
| 6.  | 〈후회하지 않아〉                           | 손진태 | 손진태 | 3:52 |           |
| 7.  | 〈사랑의 표현〉                             | 강인원 | 강인원 | 4:40 |           |
| 8.  | 〈사랑했어요〉                              | 김현식 | 김현식 | 4:02 |           |
| 9.  | 〈은빛 사랑의 슬픔 (詩낭송)〉               |        | 강인원 | 4:25 |           |
| 10. | 〈꽃을 그린 너 (바람이면 외로움) (詩낭송)〉 | 김태원 | 김태원 | 5:00 |           |
| 11. | 〈목숨이 끊어지기 전에 (詩낭송)〉           |        | 강인원 | 2:25 |           |

## 같이 보기
- 민해경 디스코그래피